# Степанов, Георгий Владимирович
Гео́ргий Влади́мирович Степа́нов (9 апреля 1919, Бийск — 28 октября 1986, Москва) — советский лингвист-романист, автор трудов по испанскому языку Испании и Латинской Америки, испанской литературе, переводов с испанского. Член-корреспондент АН СССР с 26 ноября 1974 года по Отделению литературы и языка, академик с 29 декабря 1981 года.

## Биография
Среднюю школу окончил в Ленинграде; в 1937 году поступил на романо-германское отделение филологического факультета ЛИФЛИ, однако уже в июне 1938 года был направлен на двухмесячные курсы испанского языка для подготовки военных переводчиков; с октября 1938 по апрель 1939 года принимал участие в гражданской войне в Испании (Южный фронт, Андалусия). После поражения республиканцев был эвакуирован в Оран (Алжир), где попал в тюрьму. Осенью 1939 года вернулся в Ленинградский университет; в 1941 году добровольцем ушёл на фронт, был ранен под Ленинградом, попал в немецкий госпиталь и несколько месяцев провёл в плену. Бежал из концентрационного лагеря на территории Эстонии; воевал в партизанском отряде.
После окончания войны учился на романском отделении филологического факультета ЛГУ (первоначально эвакуированного в Ташкент). Под руководством академика В. Ф. Шишмарёва и профессора Б. А. Кржевского изучал Сервантеса, Тирсо де Молину, Лопе де Вега, Кальдерона. В 1947 году поступил в аспирантуру ЛГУ, защитил кандидатскую диссертацию «Роль Сервантеса в становлении испанского литературного языка» (1951). Более двух десятилетий преподавал романскую филологию в ЛГУ, читал курсы истории испанского языка, теории перевода, стилистики, спецкурс «Трудные вопросы испанской филологии», занимался анализом и комментированием языка классиков «золотого века» испанской литературы, вёл разговорную практику. Доктор филологических наук (1967, диссертация «Испанский язык Америки в системе единого испанского языка»), профессор (1968).
С 1971 года — в Институте языкознания АН СССР в Москве: заведующий сектором романских языков, председатель научного совета по специальности «индоевропейские языки», директор Института (с 1977 года); в 1972-1981 годах также преподавал в МГПИИЯ им. М. Тореза. Главный редактор журналов «Известия АН СССР. Серия литературы и языка» (1977—1982) и «Вопросы языкознания» (1982—1986). Член Бюро научного совета АН СССР по истории мировой культуры (1977—1986) и научно-редакционного совета издательства «Советская Энциклопедия» (1982—1986). Заместитель (1976—1986), и. о. академика-секретаря (1986) Отделения литературы и языка АН СССР; с 1983 года — председатель Комиссии по истории филологических наук. Председатель Национального комитета славистов СССР (1981—1986), член Международного комитета славистов.
Входил в состав редколлегии книжной серии «Литературные памятники» (1975—1986); с 1979 года — заместитель председателя. Вице-президент общества дружбы «СССР — Испания» (1978—1986). В 1978 году был избран иностранным членом Испанской Королевской академии и Лиссабонской академии наук. Иностранный член Саксонской академии наук в Лейпциге (ГДР, 1982).
Дочь — лингвист Л. Г. Степанова (1941—2009); зять — филолог Г. А. Левинтон.

## Научная деятельность
Труды Степанова посвящены истории и современному состоянию испанского языка (формирование литературного языка, грамматика, стилистика), проблемам его латиноамериканских вариантов. Ввёл в употребление понятие «национальный вариант языка» как альтернативу жёсткому противопоставлению языка и диалекта, на латиноамериканском материале разрабатывал принципы исследования национальных субъязыков, теорию языковой вариативности. Соавтор учебников, в том числе двухтомной «Теоретической грамматики испанского языка».
Как учёный сформировался в лоне петербургской филологической школы. Его учитель Б. А. Кржевский, прошедший ещё в дореволюционный период длительную стажировку в Испании, знаток испанской классической литературы, способствовал о расширению диапазона лингвистических знаний Степанова, который изучал в аспирантуре не только португальский, каталанский, галисийский и другие языки и диалекты Пиренейского полуострова, но также арабский язык и арабскую культуру, наложившую отпечаток на культуру иберо-романского мира.
Для петербургской школы романистов был характерен синтетический подход к языковой культуре народа. Анализ национального языка, его истории, взаимодействия с другими языками и формирования литературного стандарта не отделялся от изучения памятников фольклора и художественной литературы. Любовь к литературе стимулировала занятия Степанова переводческой деятельностью. Он работал с произведениями крупнейших испанских писателей и поэтов: М. де Сервантеса, Лопе Ф. де Веге Карпьо, П. Бароха, В. Бласко Ибаньеса, Р. М. дель Валье-Инклане, Ф. Гарсии Лорке, Х. Валера, М. Х. де Ларра, Х. М. Переда, П. Кальдероне де ла Барке, А. М. Матуте, М. де Унамуно и др. Степановым написаны историко-литературные очерки об этих авторах, предисловия к их сочинениям, литературные переводы на русский язык.
Другой важной сферой в научном творчестве Степанова стали работы по методологии анализа и толкования художественного текста, о границах лингвистического и литературоведческого анализа. К расширению сферы исследований учёного привёл интерес к закономерностям формирования и стабилизации литературных языков. В 1963 году Степанов опубликовал первую в советской романистике книгу, посвящённую особенностям испанской речи в странах Латинской Америки. В ней обосновывается понятие варианта языка и определяются границы возможного варьирования в пределах одной языковой системы. В книге описаны особенности территориальных вариантов и литературного стандарта латиноамериканской речи на всех уровнях структуры и во всех сферах употребления, причём особое внимание уделено заимствованиям из индейских языков (индианизмам). Автор показывает, что в ходе исторического развития территориальная вариативность латиноамериканской речи проявляет тенденцию к стиранию, а социальная стратификация, напротив, несколько усиливается, хотя и в ней наблюдаются признаки нивелировки. В 1979 году вышла новая книга Степанова — «К проблеме языкового варьирования», в которой по данным языков Новой и Старой Романии обосновывается концепция литературного языка как «суперсистемы, объединяющей частные варианты территориального и социального характера». Книга Степанова положила начало исследованиям вариантов национальных языков и выявлению их основных типов.
Большое место в работах Степанова уделяется исследованию проблем теории, методики анализа и структуры художественного текста. Автор исходит из того, что «словесный материал как всеобщее достояние ещё до акта индивидуального творчества обладает собственной материальной оболочкой и собственным содержанием (значением). Следовательно, язык есть не обычный материал („материя“), а материал уже оформленный». Поэтому цель и метод словесного творчеств состоят в извлечении индивидуальных художественных смыслов из общеязыковых значений, в придании слову особой роли и нового осмысления в образной системе произведения. Тем самым литературоведческое описание авторского дискурса не может миновать элементов лингвистического анализа.
Степанов использовал и другой аспект лингвистической прагматики, введя в исследование литературного дискурса принцип диалогичности. С позиций речевой коммуникации, образ автора художественного произведения может быть представлен как «говорящий», имеющий определённые коммуникативные установки (иллокутивные силы), воздействующие на «слушающего» — литературного адресата. В ряде статей последних лет Степанов раскрывал постоянную изменчивость образа литературного адресата и ставил задачу определения параметров для построения адекватной модели «нададресата».

## Основные работы
Книги
- Грамматика испанского языка. (Учеб. для филол. фак. ун-тов и ин-тов иностр.яз.). М., 1956; 2-е изд. М., 1963 (в соавт. с О. К. Васильевой-Шведе);
- Испанский язык в странах Латинской Америки. М., 1963;
- Теоретическая грамматика испанского языка
  - Теоретическая грамматика испанского языка. Морфология и синтаксис частей речи. М., 1972; 2-е изд. 1980, 3-е изд. 1990 (в соавт. с О. К. Васильевой-Шведе)
  - Теоретическая грамматика испанского языка. Синтаксис предложения. М., 1981; 2-е изд. СПб., 1998 (в соавт. с О. К. Васильевой-Шведе);
- Грамматика и семантика романских языков (к проблеме универсалий). М., 1978 (совм. с Е. М. Вольф, Л. И. Лухт, А. В. Супрун);
- К проблеме языкового варьирования: испанский язык Испании и Америки. М., 1979 (2-е изд. 2004);
- Язык. Литература. Поэтика. М., 1988.

Статьи
- Роль Сервантеса в становлении испанского национального литературного языка // Вопросы грамматического строя и словарного состава языка. Вып. 2. Л., 1952;
- О стиле художественной литературы // Вопросы языкознания. 1952. № 5;
- О художественном и научном стилях речи // Вопросы языкознания. 1954, № 4;
- К вопросу о формировании испанского национального языка // Уч. зап. Ленингр. гос. пед. ин-та. 1954, т. 93;
- Проблема изучения испанского языка Латинской Америки // Вопросы языкознания. 1957, № 4;
- О национальном языке в странах Латинской Америки // Вопросы формирования и развития национальных языков. М., 1960;
- Об испано-американском словообразовании // Вопросы языкознания. 1960, № 1;
- О двух аспектах понятия языковой нормы (на испанском материале) // Методы сравнительно-сопоставительного изучения современных романских языков. М., 1966;
- О границах лингвистического и литературоведческого анализа художественного текста // Современные аспекты изучения. Теория литературных стилей. М., 1982;
- Языки Пиренейского полуострова в социолингвистическом аспекте. // Iberica. Культура народов Пиренейского полуострова. Л., 1983;
- К проблеме единства выражения и убеждения (автор и адресат) // Контекст 1983. М., 1984;
- Об адресате художественного текста // Проблемы изучения культурного наследия. М., 1985.